# Сарджали
Сарджали (на гръцки: Χρυσόπετρα, Хрисопетра, до 1930 година Σαρίτζαλη, Сарицали) е село в Егейска Македония, Гърция, дем Кукуш, област Централна Македония със 185 жители (2001).

## География
Селото е разположено югоизточно от Кукуш (Килкис), в Солунското поле.

## История
В XIX век Сарджали е село в каза Аврет Хисар (Кукуш) на Османската империя. След Междусъюзническата война в 1913 година селото попада в Гърция. Населението му се изселва и на негово място са настанени гърци бежанци. В 1928 година селото е чисто бежанско с 24 бежански семейства и 103 жители бежанци. В 1930 година името на селото е променено на Хрисопетра.
| Име           | Име           | Ново име  | Ново име  | Описание                               |
| ------------- | ------------- | --------- | --------- | -------------------------------------- |
| Асири         | Άσίρι         | Ахирон    | Άχυρον    | възвишение на Ю от Чоколово            |
| Брусала       | Μπρούσαλα     | Кисос     | Κισσός    | местност на Ю от Чоколово              |
| Бузалък       | Μπουζαλίκια   | Криотопос | Κρυότοπος | местност на ЮЗ от Сарджали             |
| Джума махала  | Τσουμά Μαχαλά | Параскеви | Παρασκευή | възвишение на СЗ от Сарджали (322,4 m) |
| Хаджи Хасанли | Χατζή Χασανλή | Профитис  | Προφήτης  | възвишение на С от Сарджали            |
| Арджилари     | Έρ. Άρτζιλάρι | Мелисия   | Μελίσσια  | бивше село на И от Сарджали            |
| Хайдарли      | Έρ. Χαϊδαρλή  | Гурико    | Γούρικο   | бивше село на И от Сарджали            |